# Studencko-Doktoranckie Koło Naukowe Ekologów
Studencko-Doktoranckie Koło Naukowe Ekologów (UWM w Olsztynie, Wydział Biologii), 
dawniej – Koło Naukowe Biologów WSP w Olsztynie.

## Lata 1975–1980
Studenckie Koło Naukowe Biologów zostało założone 28 października 1975 r. na WSP w Olsztynie na ulicy Żołnierskiej 14 i ukonstytuowało się w Ogólnopolskim Komitecie Koordynującym Studenckich Kół Biologicznych i Przyrodniczych w Warszawie. Opiekunkami Koła w tym czasie były mgr Maria Dynowska (obecnie profesor) i mgr Małgorzata Bauman-Majerska. Od 1975 roku opiekunem była mgr Maria Dynowska.
W 1975 r. w Kole działało pięć sekcji: dendrologiczna (opiekun dr Piotr Stypiński), teriologiczna (dr Janusz Dynowski), hydrobiologiczna (dr Maria Stypińska), dydaktyki biologów (mgr Tadeusz Domański) i parazytologiczna (dr Zbigniew Jabłonowski, od roku 1978 mgr Krzysztof Sudoł). Później (ok. 1977) powstała także sekcja mikrobiologiczna (opiekun doc. dr hab. Eugenia Dyner). W 1979 roku, po rocznej przerwie wznowiła działalność sekcja hydrobiologiczna a opiekunem został doc. dr hab. Eugeniusz Biesiadka.
Pierwszą przewodniczącą Koła była studentka Irena Giełwanowska (1975/76), potem funkcję tę pełniły kolejno: Anna Krawczyk (1976/77 – obecna dr hab. Anna Robak), Barbara Karpińska (1977/78) i Elżbieta Tomaszewska (1979/80). Sekcja teriologiczna w tamtym okresie badała występowanie ssaków drapieżnych na terenie miasta Olsztyna, sekcja hydrobiologiczna – występowanie Coleoptera i Hydracarina w zbiornikach wodnych Olsztyna.
W 1977 roku Koło było gospodarzem Ogólnopolskiego Zjazdu Studenckich Kół Naukowych Biologów (23-24 kwietnia). Jury w składzie: doc. dr hab. Włodzimierz Jezierski (WSP Olsztyn), dr Maria Nagięć (ART Olsztyn), dr Ewa Pawlicka (WSP Olsztyn), dr Jan Widuto (ART Olsztyn), mgr Małgorzata Bauman-Majerska (WSP Olsztyn), wysłuchało 12 referatów mających charakter prac studialnych oraz 7 innych referatów. Pierwszą nagrodę zdobyło Koło Naukowe Hydrobiologów i Rybaków ART Olsztyn, drugą KN Biologów UMK w Toruniu, trzecią KN Hydrobiologów AR w Szczecinie zaś czwartą Koło Naukowe Biologów WSP w Olsztynie za referat Lidii Kosek.
W lutym 1979 Barbara Karpińska brała udział w II Kongresie Studenckiego Ruchu Naukowego w Katowicach. Potem Koło brało udział w sesji naukowej kół biologicznych w Toruniu pt. „Ochrona przyrody – ochroną człowieka” (21-23.IV.1979), w czasie której zaprezentowany został referat pt. „Propagowanie zagadnień ochrony przyrody w szkołach podstawowych i ponadpodstawowych województwa olsztyńskiego” autorstwa Anny Zagulak, Anny Zdaniukiewicz i Elżbiety Tomaszewskiej. W dniach 12-13 maja 1979 r. Koło zostało zaproszone do Instytutu Ekologii PAN w Dziekanowie Leśnym.
Na zebranie Koła w dniu 27 października 1979 zaproszono wojewódzkiego konserwatora przyrody mgr Rudolfa Klarowskiego. Na kolejnym zebraniu członkowie Sekcji Parazytologicznej omówili rezultaty obozu naukowego zorganizowanego w lipcu 1979 w Pasymiu. W obozie uczestniczyło 8 osób, opiekunami byli: mgr Krzysztof Sudoł i mgr Waldemar Hoczyk. Badano pasożyty bydła, zaś efektem był referat „Ocena parazytologiczna pastwiska”.
27 listopada 1979 na spotkanie zaproszony został dr Piotr Przybyłowski z Zakładu Mleczarstwa ART. W dniach 13-16 grudnia Koło uczestniczyło w sesji naukowej zorganizowanej przez Uniwersytet Gdański. Wtedy podjęto się badań Mazurskiego Parku Krajobrazowego. Koło Naukowe Studentów Geografii Uniwersytetu Warszawskiego zaprosiło do udziału w obozie naukowym nad Zalewem Włocławskim.
W lutym 1980 roku odbyła się I Uczelniana Sesja Studenckich Kół Naukowych WSP, którego współorganizatorem było Koło Biologów. Na 13 istniejących kół udział czynny wzięło 5. Koło Biologów przygotowało 3 referaty: Aleksander Świątecki (obecnie profesor) „Charakterystyka mikrobiologiczna Jeziora Długiego”, Elżbieta Tomaszewska „Propagowanie zagadnień ochrony przyrody podczas studenckich praktyk pedagogicznych” i Jadwiga Rubaszko „Parazytologiczna ocena pastwiska”. 7 marca 1980 odbył się wyjazd do Warszawy na spotkanie w Komitecie Koordynacyjnym Naukowych Kół Biologów i Przyrodniczych. W dniach 2-4 maja 1980 miał miejsce wyjazd sekcji hydrobiologicznej do Płocka na seminarium naukowe „Aqua 80”, poświęcone zagadnieniom wodnym (Elżbieta Tomaszewska i Jadwiga Bocian – studentka II roku, szefowa sekcji hydrobiologicznej). Koło przedstawiało referat „Występowanie Coleoptera i Heteroptera w Zbiorniku Włocławskim i w Wiśle poniżej stopnia wodnego”. Ta tematyka kontynuowana była na obozie naukowych w Murzynowie k. Płocka (na zaproszenie KN Studentów Geografii UW).
W dniach 2-4 maja 1980  Obradował VI Zjazd Naukowych Kół Teriologicznych, w którym uczestniczyli członkowie Koła Biologów: Maria Zawadzka i Elżbieta Barszcz z sekcji teriologicznej (przedstawiły komunikat o pracy sekcji). Z kolei 20 maja 1980 odbyło się spotkanie Koła z Januszem Grodzińskim – dziennikarzem miesięcznika „Warmia i Mazury” na temat zanieczyszczeń wód okolic Olsztyna.

## Lata 1983–1987

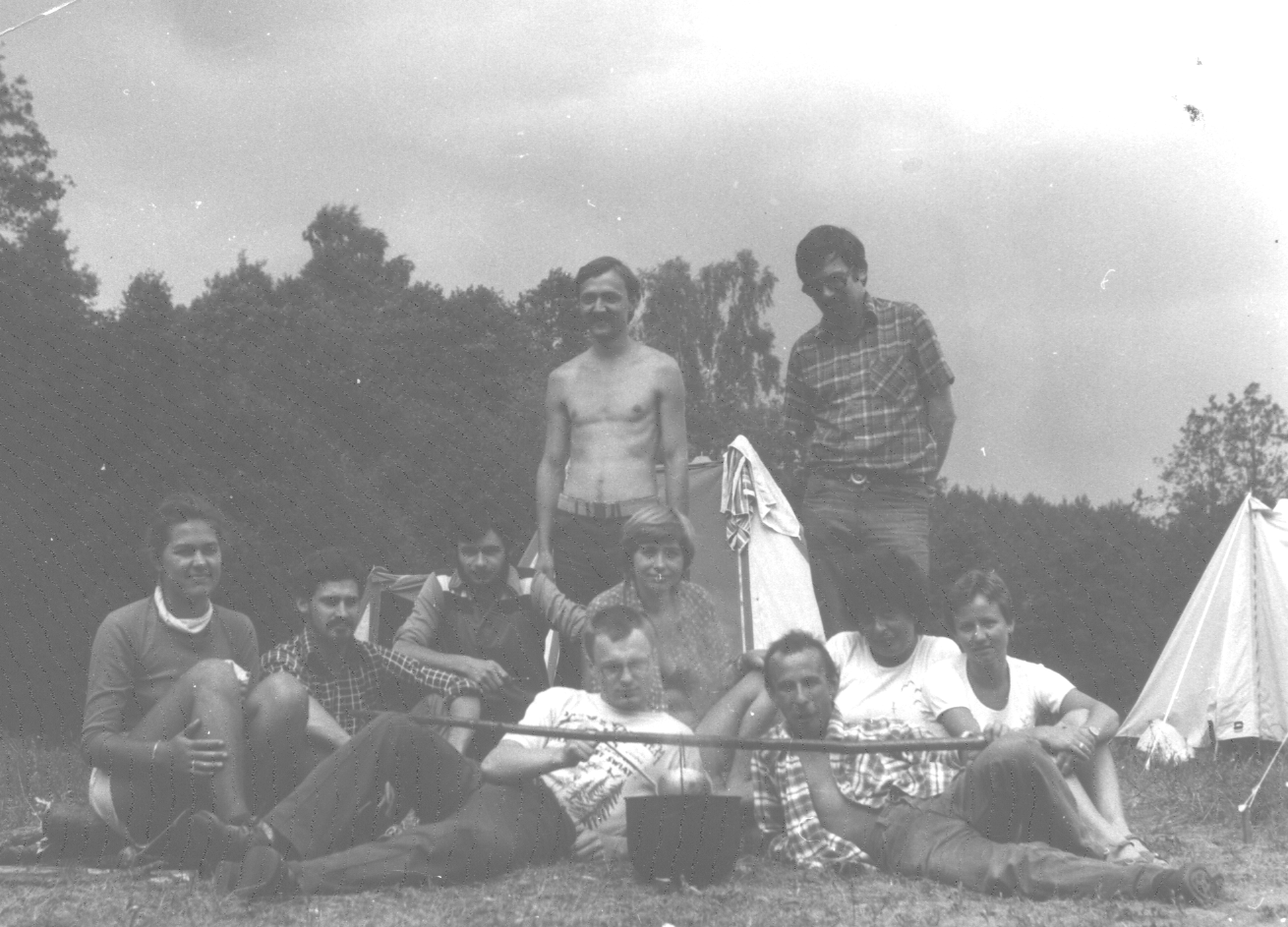
Obóz naukowy w 1982 r., rezerwat "U źródeł rzeki Łyny

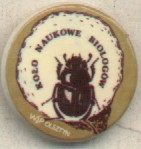
Znaczek i logo Koła Naukowego Biologów WSP w Olsztynie

Pod koniec marca 1983 r. – po trzyletnie przerwie spowodowanej stanem wojennym – Koło Naukowe Biologów WSP w Olsztynie reaktywowało swoją działalność, dzięki inspiracji doc. dra hab. Eugeniusza Biesiadki oraz aktywności studentów z pierwszego i drugiego roku biologii. Zaczęło się od listopadowej wycieczki w poszukiwaniu owadziego życia. Wycieczkę poprowadził docent E. Biesiadka, zaś uczestnikami byli dwaj studenci pierwszego roku: Stanisław Czachorowski i Andrzej Grudzień. Wkrótce potem było już kilkanaście osób zainteresowanych poznawaniem życia bezkręgowców.
Koło zostało zarejestrowane 1 kwietnia 1983, a statut został zatwierdzony przez Rektora WSP prof. dra hab. Stanisława Szteyna. Na walnym zebraniu w dniu 19 kwietnia 1983 wybrano opiekuna Koła – dr Marię Dynowską. Wyłoniono zarząd Koła w składzie: prezes – Bożena Bojczewska, wiceprezes – Dariusz Michalczyk, sekretarz – Iwona Fabisiak, przewodniczący sekcji: Przemysław Kubiński (II rok biologii), Barbara Borkowska (III rok) i Stanisław Czachorowski (I rok).
W tym czasie Koło działało w trzech sekcjach:
- Sekcja Florystyczna i Geobotaniczna (opiekun dr Maria Dynowska, przewodniczący Barbara Borkowska),
- Sekcja Badania Bezkręgowców (opiekun doc. dr hab. Eugeniusz Biesiadka, przewodniczący sekcji Stanisław Czachorowski),
- Sekcja Faunistyczno-Muzealna (opiekun dr Janusz Dynowski, przewodniczący sekcji Przemysław Kubiński)

Zebrania Koła odbywały się przeciętnie co dwa tygodnie. Zaplanowano wszechstronne badania w rezerwacie „U źródeł rzeki Łyny”. Badania te rozpoczęto już w lutym, a kontynuowano w czasie letniego obozu naukowego.
27-30.IV.1983 – na zaproszenie Koła Naukowego Studentów Filozofii Przyrody Katolickiego Uniwersytetu Lubelskiego 3 osoby: Jolanta Likszo, Katarzyna Najmoła i Bożena Bojczewska, wzięły udział w II Wiosennej Sesji Przyrodników „Człowiek-Środowisko”. Jolanta Likszo wygłosiła referat pt. „Biologiczne podstawy racjonalnej sieci rezerwatów jeziornych”.
29.IV.83 – wspólnie z Kołem Dydaktyków Biologii WSP w Olsztynie Koło Biologów zorganizowało „Dzień Otwartych Drzwi” dla wszystkich uczniów klas maturalnych zainteresowanych biologią. Zgłosiło się kilkanaście osób, które zwiedziły Instytut Biologii i wzięło udział w spotkaniu informacyjnym.
13-30.VI.1983 – obóz naukowych w rezerwacie „U źródeł rzeki Łyny”. Celem obozu była dokumentacja faunistyczna i florystyczna rezerwatu. Poszczególne sekcje prowadziły badania w obrębie następujących tematów:
- fauna bezkręgowców środowisk wodnych,
- flora glonów środowisk wodnych,
- lądowe zbiorowiska roślinne rezerwatu,
- fauna kręgowców rezerwatu.

W obozie uczestniczył także student Andrzej Kordylas z WSP w Słupsku (potem się przeniósł do Olsztyna na stałe), fotografik z Lublina  i studenci z Poznania badający glony.
Na spotkaniach Koła studenci referowali swoje wrażenia i fascynacje z przeczytanych książek, przekazywali relacje z wyjazdów w różne miejsca Polski i Europy, potem także pierwsze wyniki swoich własnych badań.
11-14.IV.84 – po raz kolejny wyjazd 6 osób (Jolanta Likszo, Krystyna Rubaj, Bożena Bojczewska, Dariusz Michalczyk, Małgorzata Karmasz i Andrzej Kordylas) do Lublina i udział w III Wiosennej Sesji Przyrodników „Przyroda-Człowiek-Środowisko”.
Koło zorganizowało  II Ogólnopolska Sesja Kół Naukowych Biologów, która odbyła się w dniach 8-10 maja 1984 w Kikitach ph. „Problematyka terenów chronionych”. Przyjechało wielu przedstawicieli kół naukowych z całej Polski. Koło Biologów WSP w Olsztynie zaprezentowało kilka referatów, relacjonujących wyniki badań w rezerwacie „U źródeł rzeki Łyny”. Część wyników opublikowana została później w pismach naukowych, już nie pod szyldem Koła.
W czasie dwóch dni wygłoszono 24 referaty (w tym 21 studenckich). Członkowie naszego Koła wygłosili:
- „Ogólna charakterystyka fizjograficzna systemu źródeł Łyny” (S. Czachorowski, D. Michalczyk)
- „Aktualny stan zbiorowisk roślinnych na terenie rezerwatu źródeł Łyny” (L. Zajkowska, K. Rubaj)
- „Charakterystyka Hydracarina systemu źródeł Łyny” (J. Albert, D. Michalczyk)
- „Ephemeroptera i Plecoptera źródeł Łyny” (J. Albert, A. Kordylas)
- „Heteroptera źródeł Łyny” (A. Kordylas)

„Chironomidae źródeł Łyny” (J. Likszo)
- „Trichoptera źródeł Łyny” (S. Czachorowski)
- „Badania ilościowe nad makrofauną systemu źródeł Łyny (sekcja badania bezkręgowców, referat zespołowy)
- „Struktura populacji drobnych gryzoni na terenie rezerwatu źródła rzeki Łyny” (P. Kubiński)
- Skład gatunkowy ssaków rezerwatu Źródła Rzeki Łyny” (B. Bojczewska).

Trzeciego dnia zorganizowana była wycieczka przyrodnicza dla uczestników konferencji.
Jury w składzie: doc. dr hab. Eugenia Dyner, dr Janusz Dynowski, mgr Krzysztof Lewandowski przyznało następujące nagrody: I miejsce K. Wiśniewska i K. Dąbrowski (SGGW Warszawa), II T. Zachara i M. Zwieniecki (SGGW Warszawa), III – Andrzej Kordylas (WSP w Olsztynie).
Podczas kolejnego Walnego Zebrania (23.V.1984) po sprawozdaniu i dyskusji na temat dalszej działalności wybrano nowego opiekuna koła – doc. dra hab. Eugeniusza Biesiadkę, prezesa Koła – Andrzeja Kordylasa, wiceprezesa – Stanisława Czachorowskiego, sekretarza – Bożenę Warzechę, i członka zarządu – Jolantę Likszo. Powołano także nową sekcję – mikrobiologiczną, której opiekunem został mgr Aleksander Świątecki (obecnie profesor).
Drugi obóz naukowy zorganizowano w Niedźwiedziu k. Słomnik (okolice Krakowa). Wcześniej wymagało to uzyskania odpowiednich pozwoleń (stan wojenny). W czasie obozu członkowie Koła badali makrofaunę wodną źródlisk Wyżyny Miechowskiej.
Jesienią 1984 roku Koło rozpoczęło przygotowania do obozu naukowego w Nigerii. Planowana wyprawa nie doszła do skutku, dlatego powzięto decyzję o zorganizowaniu  obozu naukowe w Bułgarii.
W tym czasie zorganizowano spotkanie z artystą fotografikiem Ryszardem Czerwińskim. Nieco później Koło było współorganizatorem Sesji Polskiego Towarzystwa Zoologicznego ph. „Rola studenckiego ruchu naukowego w realizacji celów dydaktyczno-wychowawczych” (14 grudnia 1984).
14.III.1985 – Koło było z wizytą u Ojców Werbistów w Pieniężnie, gdzie studenci  konserwowali i naprawiali zbiory muzealne z całego świata, oraz zrobili rekonesans wzdłuż rzeki Wałszy. Nieco później odbyła się wycieczka całego koła do Muzeum Etnograficznego w Pieniężnie.
Lipiec 1985 – ostatni obóz naukowy. Tym razem w Drozdowie k. Łomży. Noclegi zapewnione były w nowo powstałym Muzeum Przyrody w Drozdowie. Celem badawczym było poznanie fauny bezkręgowców wodnych Doliny Narwi oraz przygotowanie kolekcji owadów dla Muzeum.
W tym samym roku ogłoszony został konkurs na logo Koła. Wygrał projekt kol. Stanisława Czachorowskiego z żukiem gnojarzem.
W 1986 roku ukazała się pierwsza samodzielna publikacja członka Koła w czasopiśmie naukowym:
- Andrzej Kordylas, 1986. Ciekawy przypadek anomalii u Hydraena riparia Kug. (Coleoptera, Hydraenidae). Przegląd Zoologiczny t. 30, str.: 235-237.

Kolejna praca przyjęta została do druku w kilka miesięcy później:
- Czachorowski S., 1986. Wstępne badania makrobentosu cennych przyrodniczo źródeł Wyżyny Miechowskiej. Spektrum, 2 (1): 125 – 134.

Pod koniec kwietnia 1986 studenci z Koła Naukowego Biologów uczestniczyli w I Studenckim Ogólnopolskim Sympozjum Naukowym ph. „Ochrona i degradacja środowiska”, które odbyło się w Akademii Rolniczej w Krakowie. Na spotkaniu referaty członków koła zdobyły nagrody:
- II miejsce Stanisław Czachorowski za referat „Wstępne badania makrobentosu cennych przyrodniczo źródeł Wyżyny Miechowskiej”
- V miejsce Wojciech Górski za referat „Stan antropogenicznych zanieczyszczeń mikrobiologicznych Wielkich Jezior Mazurskich”.

Pod koniec roku 1986 rozpoczęte zostały badania faunistyczne torfowiska koło wsi Wrzesina. Efektem tego było rozpoczęcie dwóch prac magisterskich z wykorzystaniem zebranego materiału.
W roku 1987 Koło Naukowe Biologów WSP w Olsztynie zorganizowało swą trzecią konferencję. III Olsztyńska Ogólnopolska Sesja Studenckich Naukowych Kół Biologów i Przyrodników odbyła się w dniach 4-5 maja 1987 r.  w Olsztynie. W tym czasie prezesem Koła był Wojciech Górski (po studiach przez krótki czas pracował w Zakładzie Mikrobiologii). Zgłoszono stosunkowo mało zgłoszeń na sesję, bardzo małe było także zainteresowanie ze strony studentów biologii WSP w Olsztynie.
Referaty wygłoszone na konferencji:
- S. Czachorowski „Dydaktyczne walory programu badawczego WRZESINA, prowadzonego przez Koło Naukowe Biologów WSP w Olsztynie”
- Trzy referaty Koła Naukowego Dydaktyków Biologii, Ewa Piórkowska,  „Formy pracy członków Koła Naukowego Dydaktyków Biologii WSP w Olsztynie z młodzieżą szkół średnich”, Jolanta Zielińska „Adaptacja do zawodu nauczycielskiego absolwentów kierunku biologia WSP w Olsztynie w świetle badań KNDB, Marzewska „Udział studentów WSP w Olsztynie w zajęciach fakultatywnych organizowanych przez zakład Dydaktyki Biologii.
- S. Czachorowski „informacje o ogólnopolskim programie inwentaryzacji płazów i gadów”
- Andrzej Kordylas (już jako pracownik WSP w Słupsku) „Coleoptera rzeki Pasłęki”
- S. Czachorowski „Rozmieszczenie chruścików (Trichoptera) w profilu podłużnym Pasłęki”
- P. Kubiński (już jako nauczyciel w Mławie) „Pluskwiaki wodne (Heteroptera) rzekli Pasłęki”
- Elżbieta Żebrowska „Wstępne badania wodopójek (Hydracarina) okolic Łomży i Wizny”
- P. Kubiński „Heteroptera wodne okolic Łomży”
- J. Albert „Jętki (Ephemeroptera) rzeki Gizeli”
- W. Górski „Stan antropogrenicznych zanieczyszczeń mikrobiologicznych Wielkich Jezior Mazurskich”

## Lata 1989-1999
22 kwietnia 1989 r. odbyło się spotkanie wspominkowe absolwentów Koła, członków z najaktywniejszego okresu działalności, ph. „Sześciolecie reaktywowania Koła Naukowego Biologów”. Obecni byli: Jolanta Likszo, Stanisław Czachorowski, Iwona Fabisiak, Bożena Bojczewska (Wiercińska), Małgorzata Karmasz, Bożena Niemińska, Bożena Warzecha, Andrzej Kordylas, Przemysław Kubiński, H. Nowacka.
Pod koniec lat 80. w Instytucie Biologii WSP (na kierunku biologia) zaczęły powstawać inne koła naukowe. Działalność i tradycję Koła Naukowego Biologów próbował kontynuować S. Czachorowski (w tym czasie już jako pracownik Zakładu Ekologii i Ochrony Środowiska), jako opiekun grupy studentów zainteresowanych badaniami owadów. Aktywność skupiała się głównie w formie wypraw naukowych, tematycznych spotkań oraz prac magisterskich.
W roku 1996 odbyła się wyprawa polsko-białoruska do wsi Jazby, okolice Jeziora Sielawa – (wschodnia Białoruś). Druga część wyprawy odbyła się w Mazurskim Parku Krajobrazowym, Krutyń.
W 1997 – kolejna polsko-białoruska wyprawa naukowa, tym razem w miejscowości Zielonaja koło Mińska (Białoruś). Po powrocie do Polski polsko-białoruska grupa udał się do Damnicy nad rzekę Łupawę.
W 1998 zorganizowany został obóz naukowy w Łunnej nad rzeką Niemen (Białoruś)
Tuż przed formalnym powstaniem Uniwersytetu Warmińsko-Mazurskiego w Olsztynie pojawiła się kolejna próba reaktywacji Koła Naukowego Biologów (11.01.1999). Po kilku spotkaniach „reaktywacyjnych”, 26 listopada 1999 r. na walnym zebraniu wybrano władze Koła: prezes Tomasz Majewski, wiceprezes Robert Lasecki, sekretarz Bogdan Browarski.
Studenci podjęli się badań florystyczno-faunistycznych zbiorników wodnych na Jarotach (Olsztyn). Zostały one wykorzystane w pracy magisterskiej.
Po udziale w konferencji naukowej zorganizowanej przez Lubuski Klub Przyrodników w Łagowie (27 kwietnia 1999) zrodził się pomysł zarejestrowania Koła jako organizacji pozarządowej. W lipcu 1999 zorganizowany został obóz naukowy w Górowie Iławeckim.
Próby reaktywacji Koła Naukowego Biologów zakończyły się  założeniem typowej organizacji pozarządowej – Klub Przyrodników Warmii i Mazur, zarejestrowanego w sądzie jesienią 2001 roku.
W 2001 r. członkowie koła uczestniczyli w obozie naukowym w Łajsie nad jeziorem Kośno, gościnnie na obozie koła naukowego Kortoptera.

## Studencko-Doktoranckie Koło Naukowe Ekologów 2003

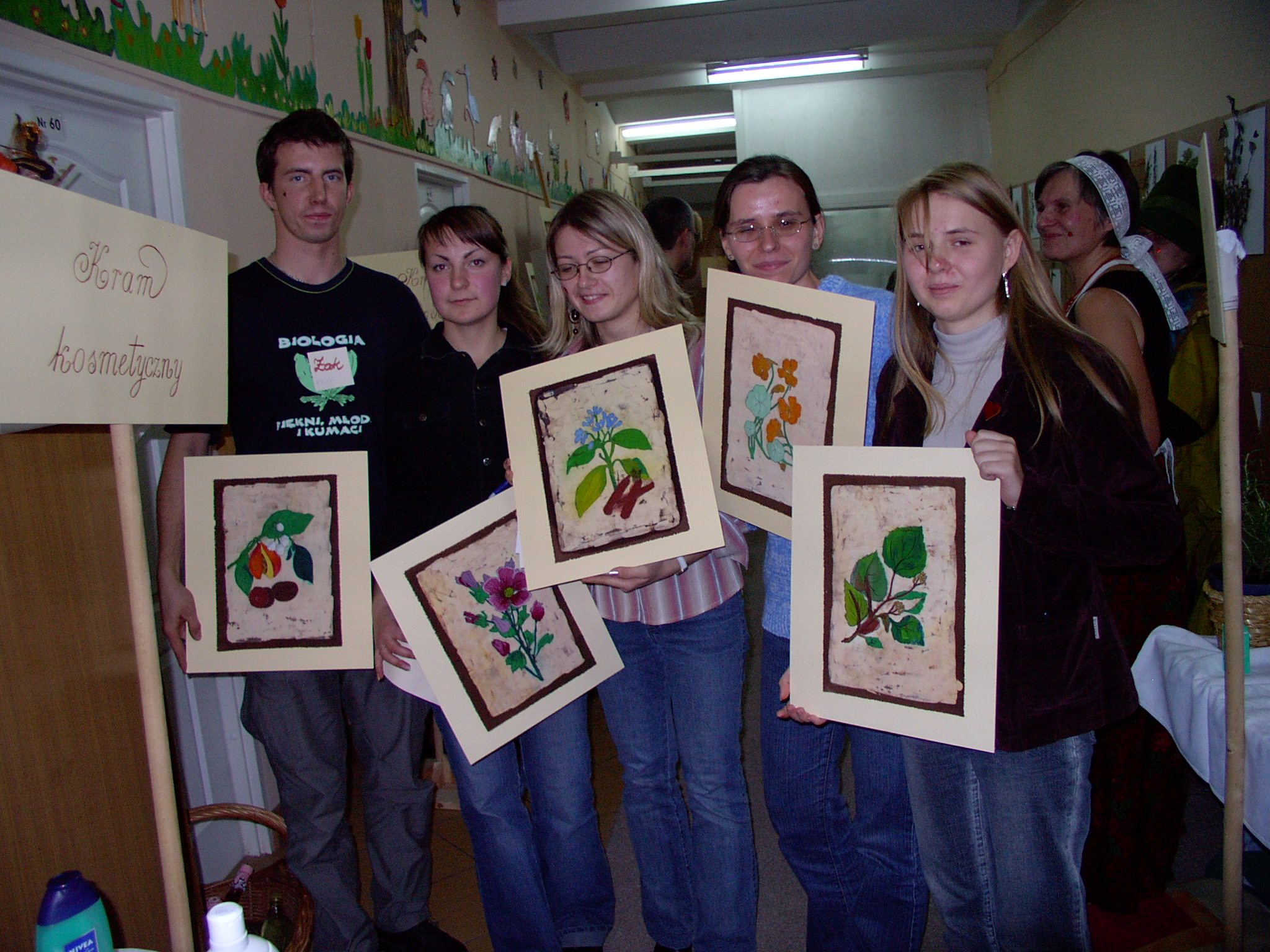
Projekt edukacyjny "Wieczór magii i ziół", listopad 2005, Zespół Szkół Specjalnych przy Wojewódzkim Zespole Lecznictwa Psychiatrycznego, Olsztyn

Ze względu na fakt, iż na Wydziale Biologii UWM w Olsztynie istniały już inne koła naukowe, reaktywowane koło zmieniło nazwę na Koła Naukowego Ekologów, a później na Studencko-Doktoranckie (aby umożliwić formalnie możliwość pracy studentów studiów doktoranckich). Opiekunem koła został dr hab. Stanisław Czachorowski. Koło zostało reaktywowane w wyniku propozycji prof. dra hab. Antoniego Jarczyka, pełnomocnika rektora kół naukowych, aby koło zorganizowało kolejne, ogólnopolskie seminarium naukowe. Decyzją rektora z dnia 13 stycznia 2003 r. koło reaktywowało swoją działalność pod nazwą Studencko-Doktoranckie Koło Naukowe Ekologów UWM w Olsztynie, a dr hab. Stanisław Czachorowski prof. UWM mianowany został opiekunem.
Pierwszym prezesem Koła pod nowa nazwą został mgr Tomasz Majewski (doktorant), wiceprezesem – Marcin  Kański, sekretarzem – Katarzyna Piotrowska a członkami zarządu: mgr Bogdan Browarski i mgr Witold Szczepański. Pierwszym przedsięwzięciem była rola głównego organizatora konferencji „XXXII Międzynarodowe Seminarium Kół Naukowych”, pod hasłem „Studenci w europejskiej przestrzeni badawczej”, która odbyła się w dniach 9-10 maja 2003 r. w Olsztynie. Redakcjo tomu streszczeń podjął się Tomasz Majewski.
W dniach 1-10 lipca 2003 r. Koło zorganizowało obóz naukowy Drozdowie. W tym czasie do prac w kole (w roli opiekuna) włączyła się dr Joanna Pakulnicka. Z kolei w dniach 7-14 sierpnia 2003 r.  19 członków koła uczestniczyło w obozie naukowym w Ełku, którego celem była inwentaryzacja przyrodnicza powiatu i wytypowanie obszarów, które warto objąć ochroną. W tym samym roku członkowie koła uzyskali dwa dyplomy na konferencji w Grodnie oraz w Lublinie.

### 2004

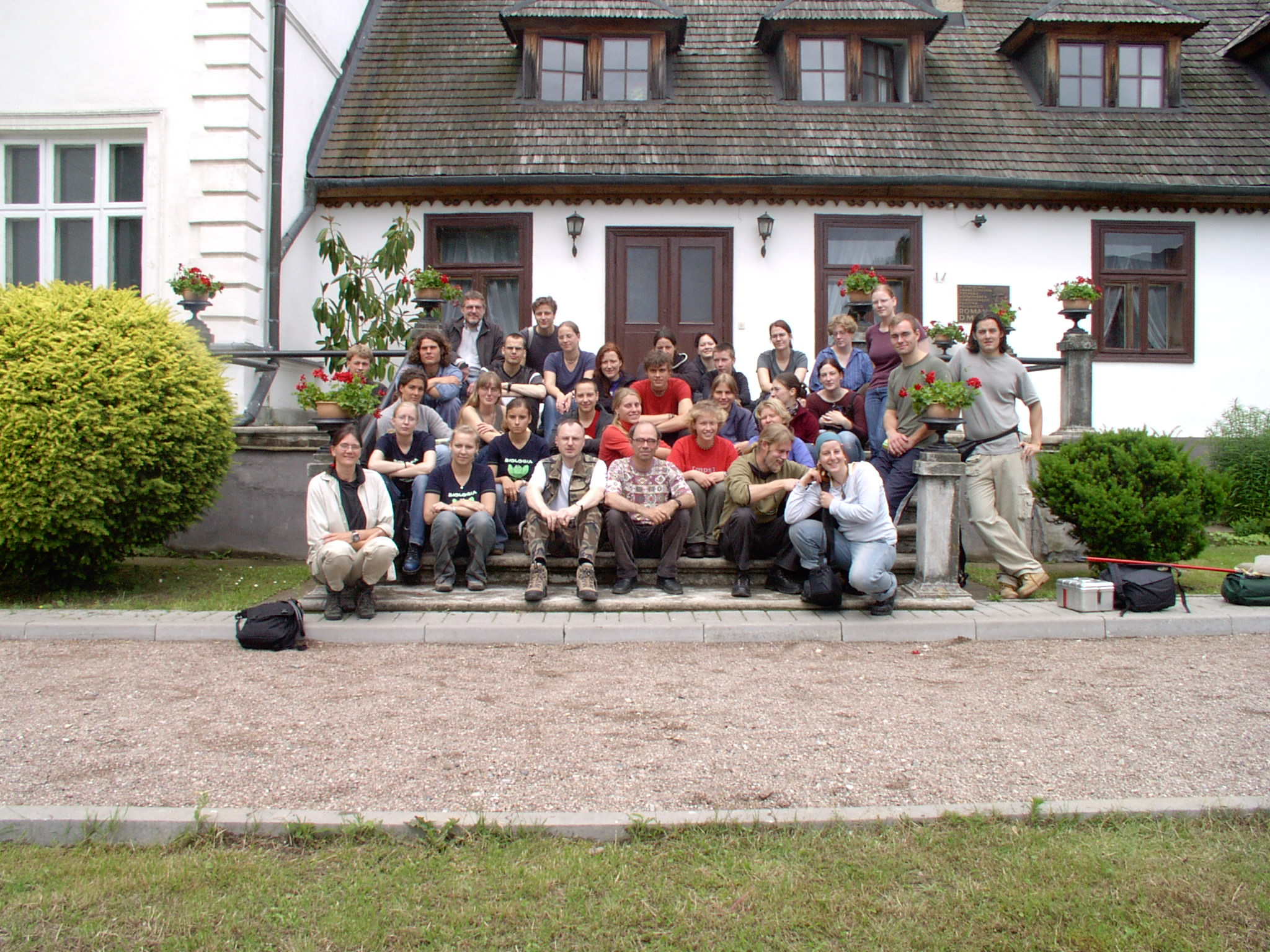
Polsko-niemiecki obóz naukowy w Drozdowie, przed budynkiem Muzeum Przyrody

10 lutego 2004 r. członkowie koła gościli na spotkaniu zorganizowanym przez koło naukowe żywieniowców z Wydziału Nauk o Żywieniu. Kolejne wyróżnienia i dyplomy członkowie koła uzyskali na XXXIII Międzynarodowym Seminarium Kół Naukowych w Olsztynie. W tym czasie powstała też strona www koła. W dniach 23 czerwca-1 lipca 2004 Koło ponownie zorganizowało obóz naukowy w Drozdowie (Łomżyński Park Krajobrazowy Doliny Narwi), tym razem polsko-niemiecki. Natomiast w dniach 11-17 sierpnia 2004 małą wyprawę badawczo zorganizował Marcin Krejckat w Welskim Parku Krajobrazowym. Obóz naukowy odbył się w Jeleniu.
W sierpniu odbył się także obóz naukowy w Borach Tucholskich (Jarcewo), zorganizowany przez dr. J. Pakulnicką (2004 r., 2-11 sierpnia).
11 grudnia 2004 odbyło seminarium II Dzień Chruścika, połączone ze zjazdem absolwentów Koła (Koła Naukowego Biologów WSP w Olsztynie).
W latach 2003–2004 członkowie koła opublikowali 14 prac naukowych (głównie komunikaty, publikowane w materiałach zjazdowych) oraz 3 artykuły popularnonaukowe.

### 2005

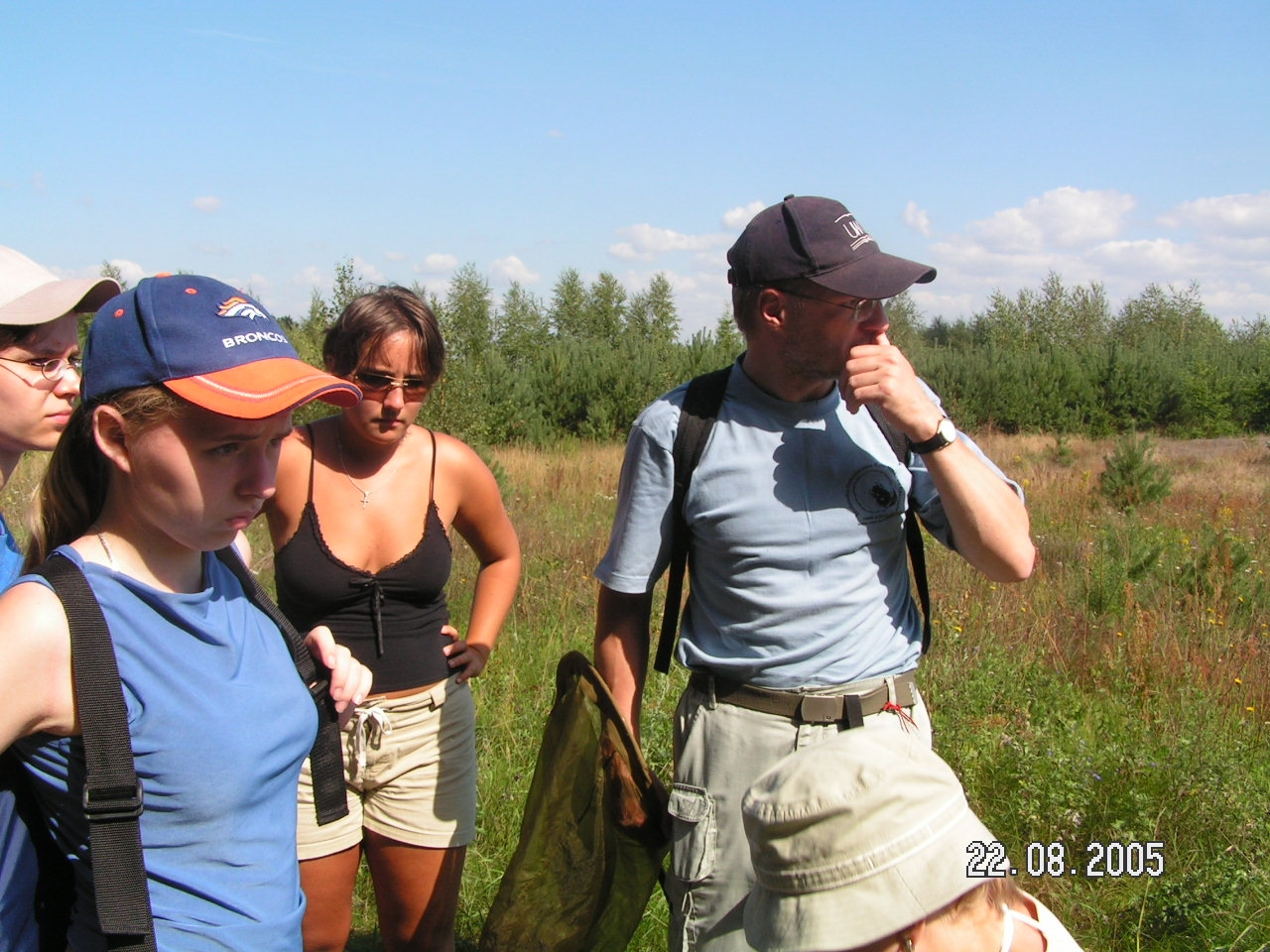
Obóz naukowy w 2005 r., okolice Ełku

W 2005 roku ukazało się 10 publikacji naukowych członków Koła oraz 20 artykułów popularnonaukowych i publicystycznych.
- Wyjazd do Meklemburgii, polsko-niemiecki obóz we Friedrichswalde
- Kolejny letni obóz naukowy w Ełku
- Projekty zrealizowane w Ornecie oraz Olsztynie, w tym „Akcja Skadna 2005”, Dzień Ziemi

- Dwa obozy w Kaszubskim Parku Krajobrazowym

## Publikacje członków Koła
- Andrzej Kordylas, 1986. Ciekawy przypadek anomalii u Hydraena riparia Kug. (Coleoptera, Hydraenidae). Przegląd Zoologiczny t. 30, str.: 235-237.
- Czachorowski S., 1986. Wstępne badania makrobentosu cennych przyrodniczo źródeł Wyżyny Miechowskiej. Spektrum, 2 (1): 125 – 134.
- Kański M., Piotrowska K., Majewski T., Małek J., Mońko M., Rudowska K., Rykowski D. 2003. Caddisflies of Górowo Iławeckie neighbourhood (Northern Poland) – Preliminary studies. IV Międzynarodowa Konferencja Studencka. Grodzieński Uniwersytet Rolniczy, 10-12 marca 2003.
- Kulasa A., Sobieska E. 2003. Wstępna inwentaryzacja i waloryzacja przyrodnicza powiatu ełckiego. Zwierzę, Produkt. Wyd. AR w Lublinie, str.: 20-21.
- Majewski T., (red.), 2003. XXXII Międzynarodowe Seminarium Kół Naukowych, 9-10 maja 2003 r. Wyd. UWM w Olsztynie, 396 str.
- Majewski T., Kulasa A., Sobieska E. 2003. Ocena błędu w badaniach ekologiczno-faunistycznych. XXXII Międzynarodowe Seminarium Kół Naukowych - "Studenci w europejskiej przestrzeni badawczej", UWM w Olsztynie, str.: 65-66.
- Piotrowska K. 2003. Chruściki (Trichoptera) Doliny Narwi – monitoring wieloletnich zmian. W: XXXII Międzynarodowe Seminarium Kół Naukowych - "Studenci w europejskiej przestrzeni badawczej", UWM w Olsztynie, str.: 79-80.
- Frejda U., Oziębło K. 2004. Wstępna analiza fauny chrząszczy wodnych (Coleoptera) zbiorników powiatu ełckiego. XXXIII Międzynarodowe Seminarium Kół Naukowych, UWM w Olsztynie, str.: 72-73.
- Lichacz A. 2004. Czy student powinien wybierać zajęcia? – ewaluacja zajęć z „Ekologii jezior”. UWM w Olsztynie, str.: 375-376.
- Czachorowski S., Moroz, Majewski T., Sadowska I., 2004. Chruściki (Trichoptera) obszarów chronionych Polski i Białorusi. W: Badania ważek, chrząszczy i chruścików na obszarach chronionych – streszczenia referatów, Urszulin, wyd. Mantis, str.: 12.
- Krysiak A., Skrzypczak M. 2004. Biodiversity Evaluation of Protected Areas in Baltic Region Using Caddisflies and Water Beetles (Insecta: Trichoptera & Coleoptera). In: Regional Student Conference “Biodiversity and functioning of aquatic ecosystems in the baltic sea region – regional student conference”, Palanga, Lithuania, October 8-10 2004,  pp: 55.
- Jaskólska J., Pakulnicka J., Czachorowski S. 2004. Wskaźniki waloryzacji entomofauny w ekosystemach wodnych. V Toruńskie Seminarium Ekologiczne „Kryteria ochrony ekosystemów”, Toruń, str.: 20.
- Piotrowska K., Czachorowski S.2004. Ekologiczna charakterystyka rozmieszczenia chruścików (Trichoptera) Doliny Narwi w okolicach Łomży i Wizny. Wiad. Entomol., 23 Supl. 2: 187-188.
- Derbin G., Jaskółska J., Frejda U., Oziębło K. 2004. Wstępne badania fauny chruścików (Trichoptera) oraz wodnych chrząszczy (Coleoptera) Jeziora Tyrsko i Jeziora Redykajny. Materiały  VIII Ogólnopolskiego Przeglądu Działalności Kół Naukowych Przyrodników, Gdańsk, 23-24 października 2004, str.: 19.
- Jaskólska J., Pakulnicka J., Czachorowski S., 2004. Wskaźniki waloryzacji entomofauny w ekosystemach wodnych. XV Warsztaty Technik Prezentacji Naukowych OAK, str. 23.
- Czachorowski S., Małek J., 2004. Chruściki (Trichoptera) okolic Wzniesień Górowskich. Nowy Pamiętnik Fizjograficzny, 3: 81-94.
- Brulińska E., Kalinowska P., Krejckant M., 2005. Wstępna inwentaryzacja fauny bezkręgowej (ze szczególnym uwzględnieniem Lepidoptera, Trichoptera, Coleoptera i Odonata) Welskiego Parku Krajobrazowego. Olsztyn-Jeleń 2005, raport w maszynopisie, 28 str.
- Krysiak A., 2005. Stan poznania entomofauny i akarofauny Parku Narodowego „Bory Tucholskie” i jego otuliny. XVI Warsztaty Technik Prezentacji Naukowych,  OAK, Ser-wy 4-6 marca 2005, str.: 17.
- Skrzypczak M., 2005. Crunoecia irrorata – jedyny taki chruścik. XVI Warsztaty Technik Prezentacji Naukowych, OAK, Serwy 4-6 marca 2005, str.: 21.
- Kalinowska P., Krejckant M., 2005. Czy mamy co chronić? Wstępna inwentaryzacja Welskiego Parku Krajobrazowego. XXXIV Między. Sem. Kół Nauk., część 2 nauki biol., rol. i tech., str; 92-93
- Krysiak A., Skrzypczak M., 2005. Entomofauna wodna zbiornika antropogenicznego w do-linie rzeki Narwi. XXXIV Między. Sem. Kół Nauk., część 2 nauki biol., rol. i tech., str; 95-96.
- Krysiak A., Skrzypczak M., 2005. Stan poznania entomofauny i akarofauny Parku Narodowego Bory Tucholskie i otuliny. W: Jankowski K., Milczuk M., Dąbrowski R. (red) Kierunki badawcze młodzieży akademickiej – nauki przyrodnicze. Wyd. Akademii Podlaskiej, Siedlce 2005, str.: 53-57.
- Derbin G., U. Frejda, J. Jaskólska, K. Oziębło, 2005. Wstępna badania fauny chruścików (Trichoptera) oraz chrząszczy wodnych (Coleoptera) jeziora Tyrsko oraz jeziora Redykajny. W M. Kukwa (red) Mat. VIII Ogólnopol. Przeg. Działal. Kół Nauk. Przyr., str.: 39-41.
- Veith M., 2005. Chruściki (Trichoptera) środkowego odcinka rzeki Łupawy. IX Przegląd Działalności Kół Naukowych Przyrodników, Słupsk-Ustka 21-22 X 2005.
- Czachorowski S., E. Brulińska, P. Kalinowska, M. Krejckant, 2005. Wstępne badania chruścików Welskiego Parku Krajobrazowego. Trichopteron, 17: 9-10
- Jurołajć K., Kosztowny M., 2005. Bioindykacja zmian w krajobrazie kulturowym – chruści-ki drobnych zbiorników urbicenoz i agrocenoz. IX Przegląd Działalności Kół Naukowych Przyrodników, Słupsk-Ustka 21-22 X 2005.
- Liśniański P., 2005. Koło naukowe jako „Ekoton” oraz inwentaryzacja przyrodnicza powiatu ełckiego – wstępne wyniki badań z roku 2005. Ogólnopol. Kon. Stud. Kół nauk. „Koła naukowe kuźnia talentów”, 25-27 listopada 2005, Politechnika Warszawa, str.: 106
- Kalinowska P., 2005. Czy mamy co chronić? Wstępna inwentaryzacja Welskiego Parku Krajobrazowego. Ogólnopol. Kon. Stud. Kół nauk. „Koła naukowe kuźnia talentów”, 25-27 listopada 2005, Politechnika Warszawa, str.: 107
- Brulińska E., P. Liśniański, M. Krejckant, P. Kalinowska „Monitoring obszarów chronionych na przykładzie Welskiego Parku Krajobrazowego” XXXV Między. Sem. Kół Na-uk., Olsztyn 9-10 maja 2006 r.,
- Pepławska A., E. Daniś, K. Barszcz, M. Zabielska, A. Markiewicz "Bioindykatory krajobrazu rolniczego na przykładzie powiatu ełckiego"  XXXV Między. Sem. Kół Nauk., Olsztyn 9-10 maja 2006 r.,
- Popławski T. (red.), Barszcz K., Daniś E., Kalinowska P., Kański M., Krysiak A., Kowalska M., Liśniański P., Popławska A., Skrzypczak M., Veith M., Zabielska M., (współautorzy, łącznie 28 osób), 2006. Międzynarodowe inicjatywy rzecz zrównoważonego rozwoju. Starostwo Pow. w Ełku, Ełk 2006, 110 str.
- Czachorowski S., Barszcz K., Daniś E., Kalinowska P., Kański M., Krysiak A., Kowalska M., Liśniański P., Popławska A., Skrzypczak M., Veith M., Zabielska M., 2006. Śladami przekształceń antropogenicznych – krajobraz kulturowy powiatu ełckiego (od pradziejów do współczesności). W: Raport o zasobach środowiska w powiecie Ełckim. Ełk, str.: 20-23.

Artykuły popularne:
- Kański M., 2003. Studencki obóz naukowy w Ełku. Wiad. Uniw., 10 (53): 21.
- Krejckant M., Skrzypczak M., 2004. Podziel się książkami. Wiad. Uniw., 6 (61), str.: 13.
- Krysiak A., Skrzypczak M., 2004. Ekosystemy wodne w regionie bałtyckim. Wiad. Uniw., 12 (67): 20.
- Krysiak A., 2005. Zyskaliśmy nowych przyjaciół. Wiad. Uniw., 2 (69): 18
- Veith M., 2005. Wyprawa w Bieszczady czyli jak szukałam „takiego badziewia”. Wiad. Uniw., 2 (69): 19.
- Madalińska M., 2005. Łyżwy, święty Mikołaj i Moskwa. Gazeta Uniw., nr 3 (37) 2 marca.
- Madalińska M., 2005. Egzaminy przez Internet. Wiad. Uniw., 3 (70): 17.
- Krysiak A., Skrzypczak M., 2005. Konwentyklowe szaleństwa w śnieżnych zaspach. Wiad. Uniw., 4 (71): 17.
- Veith M., 2005. Bieszczadzki epizod czyli jak szukałam „Takiego Badziewia”. Trichopteron, 15: 2-3.
- Liśniański P., 2005. Dzień Ziemi w Kortowie. Wiad. Uniw., 5 (72): 24.
- Brulińska E., 2005. Guru i walizy z biżuterią. Gazeta Uniwersytecka, 7 (41): 7u.
- Brulińska E., 2005. Pyza na olsztyńskich dróżkach czyli studencki przewodnik gastronomiczny. Brutalna prawda o angielskich potrawach. Gazeta Studencka 6 (10): 2.
- Brulińska E., 2005. Jak to na studenckich saksach bywa – hinduskie wesele w Anglii. Gazeta Studencka 6 (10): 4.
- Krysiak A., 2005. Polowy uniwersytet. Wiad. Uniw.,  7-8 (74-75): 22.
- Krysiak A., 2005. Nietypowe zajęcia. Wiad. Uniw.,  7-8 (74-75): 23.
- Kalinowska P., 2005. Wyprawa biologów w poszukiwaniu chrząszcza biegacza i czerwończyka nieparka. Gazeta Uniw., 9 (43): 5u.
- Skrzypczak M., 2005. Jak znaleźć dobrą pracę? Wiad. Uniw., 11 (78): 10.
- Daniś E., 2005. Ekologiczna turystyka. Wiad. Uniw., 11 (78): 15.
- Skrzypczak M., 2005. Zbierz 3 śmieci dziennie. Kalejdoskop kariery 2005. Wkładka kalejdoskop ekologiczny.
- Liśniański P., 2005. Koło naukowe ekologów UW-M „kneko”. Kalejdoskop kariery 2005. Wkładka kalejdoskop ekologiczny.
- Krejckan M., 2005. Z mapą i rowerem – po nauki do Rostocku. Gaz. Uniw., 12 (46)
- Skrzypczak M., 2005. Naukowcy pomagają turystyce. Eko i My, 11 (122): 9.
- Madalińska M., 2005. Studia w krainie Świętego Mikołaja. Wiad. Uni., 12 (79): 16.
- Krysiak A., M. Skrzypczak, 2006. Pozdrowienia od mikołaja. Gazeta Uniw., 1(47): 2u.
- Pepławska A., 2006. Wieczór magii i ziół. Gazeta Uniw., 1(47): 6u.
- Skrzypczak M., 2006. Zabierz swoje śmieci. Gazeta Uniw., 2(48): 72u.
- Pepławska A., 2006. Wieczór magii i ziół. Wiad. Uniw., 1 (80): 21.
- Krysiak A., M. Skrzypczak, 2006. Świąteczny list z Wageningen. Wiad. Uniw., 1 (80): 23.
- Jaskólska-Kurpiecka J., 2006. Kącik absolwenta. Gaz. Uniw., 5 (51): 6u.
- Krysiak A., 2006. Polska Marzanna w Holandii. Gaz. Uniw., 5 (51): 6u.
- Krysiak A., 2006. O Holender! Spóźnialski lecz… tolerancyjny. Gaz. Studencka 4 (17): 5.
- Krysiak A., 2006. Holenderska tolerancja – otwarci lecz zmęczeni. Gaz. Stud., 5 (18): 3.